# Сан-Томе и Принсипи на Универсиадах
Сан-Томе и Принсипи принимает участие в Универсиадах начиная с летней Универсиады 1987 года в Загребе. На зимних Универсиадах спортивная делегация Сан-Томе и Принсипи не участвовала ни разу.
На настоящее время (после летней Универсиады 2021 и зимней Универсиады 2023) спортсмены Сан-Томе и Принсипи на всех Универсиадах медалей не завоевали.